# Pistacia integerrima
Pistacia integerrima és una espècie de pistatxer nativa d'Àsia. En idioma hindi s'anomena kakar singhi, kakra, i kakring.
Es troba a l'est de l'Himàlaia entre els 350 i els 2.400 m d'altitud

## Descripció
És un arbre caducifoli,però les seves fulles no cauen pel fred sinó durant l'estació seca, que arriba a fer fins a 25 m d'alt. Les fulles són grosses (de 25 cm de llargada) pinnades i freeqüentment paripinnades, els folíols, de dos a sis parells per cada fulla, tenen la forma lanceolada. Floreix de març a maig, les flors són vermelles i els fruits arrodonits d'uns 6 mm de diàmetre, apareixen de juny a octubre i són porpres o blaus quan estan madurs. S'hibrida de manera natural amb Pistacia atlantica

## Usos
A l'Índia es fa servir per diverses finalitats incloent la de fusta, tint, i farratge. També es fa servir com planta medicinal contra asma, les febres i el constipat entre altres afeccions.
Les seve galles en forma de banya que, com en altres pistatxers, es formen amb freqüència es fan servir contra la diarrea al nord de l'Índia.
També es fa servir de portaempelt en el cultiu del pistatxer comú (Pistacia vera).